# Szilárd Bogdánffy
Szilárd Ignác Bogdánffy (ur. 21 lutego 1911 w Feketetó, zm. 3 października 1953 w Aiudzie) – rumuński Błogosławiony Kościoła katolickiego.

## Życiorys
Szilard Bogdanffy urodził się 21 lutego 1911 roku. Został przyjęty do seminarium duchownego w Oradei. W dniu 29 czerwca 1934 roku z rąk biskupa Stefana Fiedlera otrzymał święcenia kapłańskie. Naukę kontynuował na uniwersytecie w Budapeszcie, gdzie uzyskał doktorat z filozofii. Po powrocie do Rumunii został profesorem seminarium duchownego w Oradei. W czasie II wojny światowej ukrywał Żydów – był też przesłuchiwany przez węgierskich faszystów nyilaszowców. Po zakończeniu wojny, władze rozpoczęły kampanię przeciwko religii chrześcijańskiej. W dniu 14 lutego 1949 roku został konsekrowany na biskupa pomocniczego Satu Mare. Wkrótce został aresztowany, a następnie w czasie procesu skazany na 12 lat pozbawienia wolności. W więzieniu zachorował na zapalenie płuc i zmarł 3 października 1953 roku.
Został beatyfikowany przez papieża Benedykta XVI w dniu 30 października 2010 roku.